# 1816 en mathématiques
| Années des mathématiques : 1813 - 1814 - 1815 - 1816 - 1817 - 1818 - 1819    |
| Décennies des mathématiques : 1780 - 1790 - 1800 - 1810 - 1820 - 1830 - 1840 |

Cet article présente les faits marquants de l'année 1816 en mathématiques.

## Prix
- 8 janvier : Sophie Germain reçoit le Prix de l'Académie des Sciences pour sa théorie mathématique des surfaces élastiques et son application à l'expérience de Chladni.

## Naissances
- 7 février : Jean Frédéric Frenet (mort en 1900), mathématicien, astronome et météorologue français.
- 8 février : Auguste Miquel (mort en 1851), mathématicien français.
- 9 avril : Charles-Eugène Delaunay (mort en 1872), astronome et mathématicien français.

## Décès
- 6 août : Antonio Cagnoli (né en 1743), homme politique, astronome et mathématicien italien.